# Oberstkämmerer
L' Oberstkämmerer (detto anche maestro cameriere) era l'ufficiale amministrativo incaricato alla corte imperiale dell'amministrazione della borsa privata del monarca, di tutte le collezioni storico-artistiche e della collezione numismatica presente a palazzo.
La carica (e il nome relativo) traevano spunto dal fatto che inizialmente l'intestatario di questa carica aveva il compito personale di servire il sovrano al tavolo da pranzo, carica che col tempo divenne ereditaria e poi onorifica.
La carica era presente anche nel Regno di Boemia, nel Margraviato di Moravia e nei territori ereditari della corona asburgica.

## Elenco degliOberstkämmererdell'imperatore del Sacro Romano Impero
- 1723–1726 Girolamo di Colloredo-Waldsee(Udine 12.03.1674 – Vienna 2.02.1726), titolo concesso in contemporanea anche al fratello Rodolfo (1676–1750)
- 1726–1788 Rudolph Joseph von Colloredo-Waldsee (7 luglio 1706 Praga - 1 novembre 1788 Vienna)
- 1788–1807 Franz de Paula Gundaker von Colloredo-Mansfeld (28 maggio 1731 Vienna - 27 ottobre 1807 Vienna) - all'incoronazione di Leopoldo II nel 1791
- 1807–1843 Rudolph Joseph von Colloredo-Mansfeld (16/04/1772 – 28/12/1843 Vienna) – all'incoronazione di Ferdinando I nel 1836
- 1843–1852 Franz Gundaker von Colloredo-Mansfeld (18/11/1802 Vienna – 29/5/1852 Gräfenberg)
- 1852–1895 Joseph Franz von Colloredo-Mansfeld (26 febbraio 1813 Vienna - 22 aprile 1895 Vienna)
- 1895-1918 Joseph Hieronymus von Colloredo-Mannsfeld (17 febbraio 1866 Praga - 21 febbraio 1957 Parigi)

## Oberstkämmererdel Regno di Boemia
- 1147 Corrado
- 1159–1165 Amantius
- 1169–1177 Vítek I zu Prčice († 1194)
- c.1178 Řivin
- 1180 Slavibor
- 1183–1185 Letar
- 1187–1189 Matteo
- 1194 Jurik
- 1205–1213 Divis
- 1217 Hrdebor
- 1222–1224 Jindřich Vítkovic di Prčice zu Hradce
- 1232–1249 (?) Jaroslav
- 1232 Oldrich
- 1236-1238 Rudolf
- 1236–1251 Soběslav
- 1250–1260 Andreas zu Říčany
- 1260–1272 Divis
- 1276–1278 Hynek di Dubé
- 1283 Sezima di Krašov
- 1284–1285 Hynek (Haiman) di Dubé
- 1289 Albrecht
- 1318 Heřman da Miličín
- 1350–1368 Zbyněk Zajíc zu Hazmburk († 31 dicembre 1368)
- 1369–1383 Vilém Zajíc zu Hazmburk
- 1386 Nicola di Hazmburk
- 1395–1408 Oldrich Zajíc zu Hazmburk
- 1410 Mikuláš Zajíc zu Hazmburk
- 1415–1441 Vilém Zajíc zu Hazmburk († 1441)
- 1441–1463 Zbyněk Zajíc zu Hazmburk († 1463)
- 1486 Jan Zajíc zu Hazmburk
- 1483–1488 Ladislav zu Veitmile
- 1522 Martin Lesecký zu Lesice
- 1522 Václav Strojeticky zu Strojetic
- 1527–1553 Jan Zajíc zu Hazmburk na Budyna

## Oberstkämmererdelle terre ereditarie della corona asburgica

### Alta Austria
Sino al 1848, la carica venne ricoperta per via ereditaria dalla famiglia Schönborn.
- ?-1717 Melchior Friedrich von Schönborn-Buchheim
- 1717-1754 Rudolf Franz Erwein von Schönborn
- 1754-1772 Joseph Franz von Schönborn-Wiesentheid
- 1772-1817 Hugo Damian Erwein von Schönborn-Wiesentheid
- 1817-1840 Franz Erwein von Schönborn-Wiesentheid
- 1840-1848 Klemens August Emmerich von Wiesentheid

### Bassa Austria
Sino al 1848, la carica venne ricoperta per via ereditaria dalla famiglia Schönborn.
- ?-1717 Melchior Friedrich von Schönborn-Buchheim
- 1717-1754 Rudolf Franz Erwein von Schönborn
- 1754-1772 Joseph Franz von Schönborn-Wiesentheid
- 1772-1817 Hugo Damian Erwein von Schönborn-Wiesentheid
- 1817-1840 Franz Erwein von Schönborn-Wiesentheid
- 1840-1848 Klemens August Emmerich von Wiesentheid

### Stiria
Sino al 1848, la carica venne ricoperta per via ereditaria dalla famiglia dei conti di Hardegg.
- 1684-1703 Johann Friedrich zu Hardegg
- 1703-1721 Johann Konrad Friedrich zu Hardegg
- 1721-1747 Johann Heinrich Konrad zu Hardegg
- 1747-1810 Johann Anton Konrad zu Hardegg
- 1810-1836 Johann Dominik zu Hardegg
- 1836-1848 Johann Maximilian zu Hardegg

### Carinzia
Sino al 1848, la carica venne ricoperta per via ereditaria dalla famiglia dei conti von Herberstein.
- ?-1716 Johann Maximilian von Herberstein (1687-1716)
- 1716-1770 Johann Gundaker von Herberstein (1710-1770)
- 1770-1810 Johann Gundaker von Herberstein (1738-1810)
- 1810-1847 Johann Hieronymus von Herberstein (1772-1847)
- 1847-1848 Johann Heinrich von Herberstein (1804-1881)

### Carniola
Sino al 1848, la carica venne ricoperta per via ereditaria dalla famiglia dei conti von Hohenwarth zu Gerlachsten.
- -1728 Johann Georg von Hohenwarth zu Gerlachstein (1651-1728)
- 1728-1772 Franz Carl von Hohenwarth zu Gerlachstein (1691-1772)
- 1772-1808 Gerog Jackob Hohenwart zu Gerlachsten (1724-1808)
- 1808-1848 Andreas von Hohenwart zu Gerlachsten (1794-1884)

### Tirolo
Sino al 1848, la carica venne ricoperta per via ereditaria dalla famiglia dei conti von Künigl.
- ?-1697 Johann Georg von Künigl
- 1697-1739 Johann Georg von Künigl
- 1739-1783 Sebastian Joseph von Künigl
- 1783-1824 Kaspar Hermann von Künigl
- 1824-1835 Philipp Wenzel von Künigl
- 1835-1848 ?

### Gorizia e Gradisca
Dal 1719 e sino al 1848, la carica venne ricoperta per via ereditaria dalla famiglia dei conti von Cobenzl.
- 1719–1742 Johann Kaspar II Cobenzl (30.5.1664, Wippach , oggi Vipacco, Slovenia - 30.4.1742, Vienna)
- 1742-1770 Johann Karl Philipp von Cobenzl
- 1770-1809 Johann Ludwig Joseph von Cobenzl
- 1809-1810 Johann Philipp von Cobenzl